# Prionosciadium simplex
Prionosciadium simplex är en flockblommig växtart som beskrevs av Mildred Esther Mathias och Lincoln Constance. Prionosciadium simplex ingår i släktet Prionosciadium och familjen flockblommiga växter. Inga underarter finns listade i Catalogue of Life.